# Cándido Orbe y Gaytán de Ayala
Cándido Orbe y Gaytán de Ayala (I Comte de Mariaca (Astigarraga, 4 d'abril, 1855 - † Sant Sebastià?, ¿?) va ser un combatent carlí i polític espanyol, fill de Juan Nepomuceno de Orbe y Mariaca i germà de José María de Orbe y Gaytán de Ayala.
Va estudiar amb els jesuïtes al Col·legi de Carrión de los Condes fins que per la supressió de la Companyia va haver de passar a França, on va completar la seva educació i se li va reunir la seva família quan va emigrar a conseqüència de la revolució de 1868. El 1869 li va conferir don Carlos l'ocupació d'alferes de cavalleria, i en aquest any i els següents d'emigració va exercir satisfactòriament importants comissions polítiques.
Nomenat ajudant de camp del general Elío, va entrar amb ell en campanya en 1873. Es va distingir en les operacions contra el guerriller Santa Cruz, del qual va caure presoner, podent escapar gràcies a la seva valentia i seguretat.
El 1873 va reemplaçar el seu germà José María en el càrrec d'ajudant de camp del general marquès de Valde-Espina (José María de Orbe y Elío), va trobar-se a l'atac d'Ibero, mereixent la creu vermella del Mèrit Militar; va assistir a la rendició de Las Campanas, a l'atac del fort d'Estella, a les accions d'Allo i Discastillo i al atac i rendició de Viana; va prendre part en la batalla de Montejurra, va assistir al memorable setge de Bilbao, en un dels atacs del qual va ser ferit de gravetat al cap, es va distingir notablement en l'acció de les altures de Santa Marina, en recompensa del qual va ser ascendit a capità de cavalleria (1874).
Va figurar al setge d'Irun, a les accions de la línia d'Oyarzun, i posteriorment a la de la línia de Vera, especialment a la de Sant Marcial. En 1876 va ser nomenat comandant i de tornada a Espanya va contreure matrimoni i va fixar la seva residència a la vila d'Astigarraga, al palau de Murguía, de la qual va ser alcalde diversos anys, deixant grat record del seu govern, i després de Sant Sebastià.